# 宮脇淳子
宮脇 淳子（みやわき じゅんこ、1952年9月21日 - ）は、日本の歴史学者。
専門は東洋史（中央アジア）。本名は岡田淳子。夫は東洋史学者の岡田英弘。

## 来歴
和歌山県出身。三重県立伊勢高等学校を転居により一旦退学し、1971年に転居先で編入した鳥取県立米子東高等学校を卒業。
1976年京都大学文学部史学科（東洋史学専攻）卒業、1982年大阪大学大学院文学研究科博士課程満期退学。2008年、「モンゴル帝国以後の遊牧王権 モンゴル・オイラトの対立抗争とチベット仏教の受容」で東京外国語大学から博士（学術）。
東京外国語大学（1997年 - 2015年）、常磐大学（2000年 - 2004年）、国士舘大学（2005年 - 2012年）、東京大学（2016年 - 2017年）で非常勤講師を務めた。
倉山満主催のインターネット番組チャンネルくららにたびたび出演し、東洋史に関する解説を行っている。

## 著書

### 単著
- 『最後の遊牧帝国―ジューンガル部の興亡』講談社選書メチエ、1995年2月。ISBN 978-4062580410。
- 『モンゴルの歴史―遊牧民の誕生からモンゴル国まで』刀水書房〈刀水歴史全書〉、2002年10月。増補版2018年11月。ISBN 978-4887084469
- 『世界史のなかの満洲帝国』PHP研究所〈PHP新書〉、2006年2月。ISBN 978-4569648804。
  - 『世界史のなかの満洲帝国と日本』ワック〈WAC BUNKO〉、2010年10月。ISBN 978-4-89831-635-1。改訂新書版
- 『朝青龍はなぜ強いのか?―日本人のためのモンゴル学』ワック〈WAC BUNKO B-077〉、2008年2月。ISBN 978-4-89831-577-4。
  - 『モンゴル力士はなぜ嫌われるのか──日本人のためのモンゴル学』ワック〈WAC BUNKO B-270〉、2017年12月。ISBN 978-4-89831-770-9。同上
- 『真実の中国史【1840-1949】』ビジネス社、2011年10月。ISBN 978-4828416489。
  - 『真実の中国史 ［1840-1949］』 PHP研究所〈PHP文庫〉、2018年4月。ISBN 978-4-569-76827-4
- 『真実の満洲史【1894-1956】』ビジネス社、2013年4月。ISBN 978-4828417080。
  - 『日本人が知らない満洲国の真実　封印された歴史と日本の貢献』扶桑社新書、2017年12月。ISBN 978-4-594-07840-9。改訂版
- 『韓流時代劇と朝鮮史の真実　朝鮮半島をめぐる歴史歪曲の舞台裏』扶桑社、2013年8月。ISBN 978-4-594-06874-5。
  - 『韓流時代劇と朝鮮史の真実　朝鮮半島をめぐる歴史歪曲の舞台裏』扶桑社新書、2014年7月。ISBN 978-4-594-07071-7。 - 宮脇 (2013b)の再刊。
  - 『朝鮮半島をめぐる歴史歪曲の舞台裏　韓流時代劇と朝鮮史の真実』（改訂版）扶桑社新書、2020年5月。ISBN 978-4-594-08452-3。 - 宮脇 (2014a)にドラマ『奇皇后 〜ふたつの愛 涙の誓い〜』の章を加筆し大幅に修正した改訂版。
- 『かわいそうな歴史の国の中国人』徳間書店、2014年7月。ISBN 978-4198638283。
  - 『かわいそうな歴史の国の中国人』 徳間書店、2020年5月。ISBN 978-4-19-865124-4 - 新装選書版
- 『悲しい歴史の国の韓国人』徳間書店、2014年12月。ISBN 978-4198638917。
  - 『悲しい歴史の国の韓国人』 徳間書店、2020年6月。ISBN 978-4-19-865104-6 - 新装選書版
- 『教科書で教えたい 真実の中国近現代史』柏艪舎、2016年4月。ISBN 978-4434219436。
- 『日本人が教えたい新しい世界史』徳間書店、2016年9月。ISBN 978-4198641733。　
  - 『日本人が教えたい新しい世界史』 徳間書店、2020年3月。ISBN 978-4-19-865074-2 - 新装選書版
- 『どの教科書にも書かれていない 日本人のための世界史』KADOKAWA、2017年2月。ISBN 978-4046018991。
- 『封印された中国近現代史』ビジネス社、2017年11月。ISBN 978-4-8284-1989-3。
  - 『封印された中国近現代史』ビジネス社、2019年1月。ISBN 978-4828420691 - 新装選書版
- 『満洲国から見た近現代史の真実』徳間書店、2019年。ISBN 978-4198644949。
  - 『満洲国から見た近現代史の真実』 徳間書店、2024年6月。ISBN 978-4-19-865853-3 - 新装選書版
- 『中国・韓国の正体　異民族がつくった歴史の真実』ワック〈WAC BUNKO〉、2019年6月。ISBN 978-4898317938
- 『世界史のなかの蒙古襲来　モンゴルから見た高麗と日本』扶桑社、2019年6月。ISBN 978-4594082413
  - 『世界史のなかの蒙古襲来　モンゴルから見た高麗と日本』扶桑社新書、2022年1月。 ISBN 978-4594090432 - 改訂版
- 『皇帝たちの中国史』徳間書店、2019年12月。ISBN 978-4198649937
  - 『皇帝たちの中国史』徳間書店、2023年7月。ISBN 978-4198656812 - 新装選書版
- 『ロシアとは何か　モンゴル、中国から歴史認識を問い直す』扶桑社、2023年11月。ISBN 978-4594095635
- 『歴史から観る中国の正体』徳間書店、2025年1月。ISBN 978-4198659516

### 共著
- 福島香織共著『中国美女の正体』フォレスト出版〈Forest2545新書〉、2012年4月。ASIN B01AXYU4N0。
- 黄文雄編『尖閣どころか沖縄が危ない! 日本は中国にこうして侵略される! 初めて解明された侵略の原理と歴史法則』ヒカルランド、2012年12月。ISBN 978-4864710749。
- 倉山満共著『真実の朝鮮史【1868-2014】』ビジネス社、2014年6月。ISBN 978-4828417622。
- 倉山満共著『真実の朝鮮史【663-1868】』ビジネス社、2014年8月。ISBN 978-4828417677。
- 日下公人共著『日本人がつくる世界史』KADOKAWA、2015年6月。ISBN 978-4046012364。
- 宮崎正弘共著『中国壊死-百年変わらない腐敗の末路-』ビジネス社、2015年11月。ISBN 978-4828418513。
  - 新版『本当は異民族がつくった！ 虚構国家中国の真実　二千年変わらない歴史捏造と漢字支配の弱点をあばく』ビジネス社、2018年12月
- 倉山満共著『残念すぎる 朝鮮1300年史』祥伝社新書、2018年3月。ISBN 978-4396115289。
- 倉山満・藤岡信勝共著『昭和12年とは何か』藤原書店、2018年11月
- 江崎道朗・福島香織共著『米中ソに翻弄されたアジア史　カンボジアで考えた日本の対アジア戦略』扶桑社、2020年9月
  - 『米中ソに翻弄されたアジア史　カンボジアで考えた日本の対アジア戦略』扶桑社新書、2023年1月。ISBN 978-4594093723
- 江崎道朗・倉山満・渡瀬裕哉共著『リバタリアンとは何か』 藤原書店、2022年1月。ISBN 978-4865783339
- 岡田英弘『皇帝たちの中国　始皇帝から習近平まで』[4]ワック<WAC BUNKO>、新書判、2022年2月。ISBN 978-4898318591
- 倉山満共編『1937年の世界史』〈別冊環27〉藤原書店、2022年9月。ISBN 978-4865783490